# Prodegeeria japonica
Prodegeeria japonica är en tvåvingeart som först beskrevs av Louis-Paul Mesnil 1957.  Prodegeeria japonica ingår i släktet Prodegeeria och familjen parasitflugor. Inga underarter finns listade i Catalogue of Life.